# Докшин Ілля Володимирович
Ілля Володимирович Докшин (рос. Илья Владимирович Докшин; 9 жовтня 1981, м. Ленінград, Росія) — російський хокеїст, центральний нападник. Виступає за «Кубань» (Краснодар) у Вищій хокейній лізі. Майстер спорту. 
Вихованець хокейної школи ХК імені Н. Дроздецького. Виступав за СКА (Санкт-Петербург), «Спартак» (Санкт-Петербург), «Сибір» (Новосибірськ), ХК «Дмитров», «Лада» (Тольятті), «Крила Рад» (Москва), «Спартак» (Москва), «Динамо» (Мінськ), «Молот-Прикам'я» (Перм), «Металург» (Жлобин), «Титан» (Клин).
Досягнення
- Володар Континентального кубка (2006)
- Фіналіст Кубка Білорусі (2010).